# Calopezzati
Calopezzati – miejscowość i gmina we Włoszech, w regionie Kalabria, w prowincji Cosenza.
Według danych na rok 2004 gminę zamieszkiwało 1207 osób, 54,9 os./km².